# 柳川農業協同組合
柳川農業協同組合（やながわのうぎょうきょうどうくみあい、通称：JA柳川）は福岡県柳川市に本所を置く農業協同組合。

## 区域
- 柳川市

## 沿革
- 1964年（昭和39年）6月 - 城内・沖ノ端・西宮永・東宮永・両開の各農協が合併し、柳川市農協が発足[1]。
- 1985年（昭和60年）4月 - 蒲池・昭代・柳川市・大和町・皿垣開の各農協が合併し、柳川農協が発足[1][2]。
- 1989年（平成元年）5月 - 柳川農協と三橋町農協が合併[2]。
- 1995年（平成7年）4月 - 営農センターを新設[2]。
- 2000年（平成12年）
  - 4月 - Aコープ事業を（株）エーコープ福岡[3]（現・（株）Aコープ九州）に譲渡[4]。
  - 5月 - 経済センターの増改築・営業時間延長を行い、愛称を「JA柳川寄覧館」とする[2]。
  - 12月 - 農産物直売所「ふれ愛の里」開業[2]。
- 2004年（平成16年）7月 - 購買事業を経済センターに一元化し、支所購買を廃止。購買品配送業務を全農福岡県本部委託による県域戸配送に移行[2]。
- 2007年（平成19年）2月 - 柳川農協の農産物シンボルマークとして、PRキャラクター「センドくん」を制定[2][5]。
- 2012年（平成24年）10月 - 6次化産品として開発したマヨネーズ風ドレッシング「柳川まめマヨ」が、福岡産業デザイン賞大賞に選定される[6]。
- 2018年（平成30年）9月 - 南部地区カントリーエレベーターが完成[7]。柳川・大和・皿垣開の各カントリーエレベーターを統合。
- 2020年（令和2年）4月 - 福岡八女農協・福岡大城農協・南筑後農協および全農福岡県本部との間で、農機事業の共同運営を開始[8][9][10]。
  - 全農福岡県本部八女総合物流センター内に「筑後南部広域農機センター」を設置し、各農協の農機センターを拠点として広域で整備対応を行う。
- 2021年（令和3年）3月 - 本所金融店舗を閉店[11][12]。雲龍の里SS閉店[12]。
- 2023年（令和5年）10月 - 農産物直売所「ふれ愛の里」閉店[13]。

## 店舗・施設

### 本所・支所
- 本所
- 蒲池支所
- 昭代支所
- 柳川支所
- 大和支所
- 皿垣開支所
- 三橋支所

### 施設
- 営農センター
- 寄覧館（経済センター）
- 資材配送センター
- 農機センター
- 燃料配送センター
- むつごろうSS
- センドくんストア
- センドくんランドリー
- デイサービスセンターたんぽぽ
- ヘルパーステーションたんぽぽの会
- 葬祭センター（おもひでホール）
- 大和野菜集出荷場
- 蒲池・昭代カントリーエレベーター
- 南部地区カントリーエレベーター
- 東部地区カントリーエレベーター